# Mulo di Martina Franca
Il mulo di Martina Franca, o mulo martinese è una razza di mulo ottenuta dall'incrocio tra uno stallone di asino di Martina Franca e una giumenta di cavallo murgese. Viene selezionato soprattutto in Puglia. La sua produzione era fiorentissima fino agli anni '40 quando erano largamente utilizzati dagli Alpini.

## Caratteristiche
Il mulo martinese ha l'imponenza dell'asino di Martina Franca e il vigore del Murgese. Può essere color baio o morello con muso e occhiali grigi; l'attacco del muso è focato.
Sono muli molto ricercati di statura vantaggiosa e rinomati all'estero.

## Impieghi
Fin dal 1872 il corpo degli Alpini del Regio Esercito ha reclutato i muli martinesi per il trasporto di armi, munizioni e attrezzature. Nel corso della Prima guerra mondiale, il legame tra l’Alpino ed il mulo si rafforza;  diventando un prezioso mezzo di trasporto sulle ripide mulattiere di montagna. Successivamente il secondo conflitto mondiale vide i muli impiegati nei vari fronti di guerra, dalle steppe sovietiche alla penisola Balcanica. I muli di Martina Franca sono stati arruolati nelle forze armate italiane fino al 1993 mentre continua il suo utilizzo presso l'esercito tedesco.